# Avril 1794
Cette page présente les faits marquants du mois d'avril 1794.

## Événements
- Combat de La Chapelle-Saint-Aubert.

- 1er avril (12 germinal an II), France : suppression des commissions à l'accaparement.
- 2 avril (13 germinal an II), France : ouverture du procès de Danton et des dantonistes devant le Tribunal révolutionnaire.
- 3 avril (14 germinal an II), France : deuxième audience du procès de Danton et des dantonistes devant le Tribunal révolutionnaire.
- 4 avril (24 mars a.s.) : vainqueur des Russes à la bataille de Racławice, Tadeusz Kościuszko parvient à chasser les Prussiens et les Russes de Varsovie grâce au soulèvement du peuple de la capitale (18 avril)[1]. Pendant l’été, de grandes portions de la Pologne occupées par les Russes sont libérées.
- 5 avril (16 germinal an II), France : exécution de Danton et de ses partisans.
- 7 avril (18 germinal an II) : bataille de Challans.
- 10 avril (21 germinal an II), France : procès de la « conspiration de la prison de Luxembourg ».
- 11 avril au 10 décembre (22 germinal an II au 20 frimaire an III) : Invasion de la Guadeloupe.
- 16 avril (27 germinal an II) : bataille de Tiburon.
- 16 et 24 avril (27 germinal et 5 floréal an II), France : les lois des 27 germinal et 5 floréal aggravent les peines et centralisent l'instruction des dossiers judiciaires à Paris.
- 17 et 18 avril (28 et 29 germinal an II) : combats d'Arlon[2].
- 17 au 30 avril (28 germinal au 11 floréal an II) : siège de Landrecies.
- 19 avril (30 germinal an II) : bataille de Moutiers-les-Mauxfaits.
- 22 avril (3 floréal an II)
  - France : le botaniste et homme d'État Chrétien Guillaume de Lamoignon de Malesherbes est guillotiné à Paris ainsi que plusieurs membres de sa famille et le député breton Isaac Le Chapelier.
  - France : création du grand livre de la bienfaisance publique où sont inscrits les indigents secourus.
- 23 avril (4 floréal an II ; 11 avril a.s.)
  - Vilno se soulève à son tour[3]. Les « Jacobins » y prennent le pouvoir et se livrent à des exécutions. À Varsovie, le conseil est modéré, mais un « club des Jacobins » l’oblige à faire pendre les chefs de la confédération conservatrice de Targowica. Un climat révolutionnaire se développe à Cracovie comme à Varsovie, où des potences sont placées aux carrefours, mais les jacobins et les modérés s’opposent sur le problème de la terreur.
  - Combat du 23 avril 1794.
- 24 avril (5 floréal an II) : bataille de Chaudron-en-Mauges.
- 29 avril ou 5 mai (10 ou 16 floréal an II) : bataille des Gonaïves.
- 30 avril (11 floréal an II) : victoire française à la bataille du Boulou[4].

## Naissances
- 10 avril : Matthew Calbraith Perry, né à Newport, Rhode Island (décédé à 4 mars 1858 à New York) était un commodore de l'US Navy.
- 12 avril (23 germinal an II) : Germinal Pierre Dandelin (mort en 1847), mathématicien belge.
- 13 avril (24 germinal an II) : Pierre Flourens (mort en 1867), médecin et biologiste français.
- 17 avril : Carl Friedrich Philipp von Martius (mort en 1868), botaniste et explorateur allemand.
- 23 avril (4 floréal an II) : Achille Richard (mort en 1852), médecin et botaniste français.
- 26 avril : Charles-Constantin Audé de Sion (mort en 1858), militaire russe d'origine française

## Décès
- 5 avril (16 germinal an II) :
  - Fabre d'Églantine, poète français (guillotiné).
  - Georges Jacques Danton, homme politique français (guillotiné).
  - Hérault de Séchelles, homme d'État (guillotiné).
  - Camille Desmoulins, révolutionnaire français (guillotiné).
  - Claude Basire (guillotiné).
- 13 avril (24 germinal an II) :
  - Sébastien-Roch Nicolas de Chamfort écrivain moraliste français (° 1741) Académicien français (à la suite d'une tentative de suicide).
  - Lucile Desmoulins, femme de Camille (° 1771).
- 20 avril (1er floréal an II) : Jean Baptiste Gaspard Bochart de Saron (né en 1730), magistrat, astronome et mathématicien français.
- 23 avril (4 floréal an II) : Guillaume-Chrétien de Lamoignon de Malesherbes, homme d'État (guillotiné).
- 27 avril : James Bruce (né en 1730), explorateur et géographe écossais.
- 28 avril : Beda Mayr, prieur allemand (° 15 janvier 1742).